# Dobrosiodł
Dobrosiodł – staropolskie imię męskie, złożone z członów Dobro- („dobry”) i -siodł („osada, siedziba”). Znaczenie imienia: „ten, który się szczęśliwie osiedla”, „mający dobrą siedzibę”.
Dobrosiodł imieniny obchodzi 29 lutego.